# Hospital de Palamós
El Hospital de Palamós es un hospital general básico de ámbito comarcal, que forma parte de la Red Hospitalaria de Utilización Pública (Xarxa d'Hospitals d'Utilització Pública, XHUP), proveedor de servicios del CatSalut. Su ámbito de actuación es la comarca del Bajo Ampurdán.
Se inauguró en el año 1986, y se le asignaba una población de referencia de unos 60 000 habitantes. Actualmente tiene 125 000 habitantes censados durante los meses de invierno, y una población móvil o turística que llega a los 600 000 habitantes durante los meses de verano.
En el año 1988 se construye un edificio nuevo, anexo al hospital, que concluye en el año 2000. Este edificio incluye el Centro de Atención Primaria de Palamós y algunos servicios del hospital que se pudieron poner de forma externa físicamente, como el laboratorio, la unidad de diálisis, el servicio de rehabilitación ambulatoria, los servicios de dirección y administración, y los servicios centrales no asistenciales.
La Fundación Mosén Miquel Costa, gestora del hospital, apuesta por la atención primaria, en un intento de controlar la amubulatorización y el crecimiento desordenado de la actividad hospitalaria. A partir del año 1993, se incorporan progresivamente la gestión de las Áreas Básicas de Salud (ABS) del Bajo Ampurdán, excepto la de Sant Feliu de Guíxols, gestionada por el Instituto Catalán de la Salud (ICS). De esta forma, se intenta controlar el crecimiento de las consultas externas y urgencias hospitalarias.
Actualmente, el Hospital de Palamós cuenta con una capacidad de 100 camas para enfermos agudos, y su responsable gerente es el Sr. Jordi Calsina y Solé.

## Acreditaciones

### Recogida de muestras de sangre del cordón umbilical
El Hospital de Palamós está acreditado desde el año 2008 para la recogida de muestras de sangre de cordón umbilical y dispone de un protocolo específico que se pone en marcha en todos los partos en los que la mujer que ha de tener el bebé ha dado previamente su consentimiento para la donación. Así pues, la media de muestras que se recogen en el Hospital es de 400-500 anuales, que representan la mitad de todos los partos que se llevan a cabo en el centro.

### Acreditación AMED
Las cafeterías del Hospital así como las de sus centros externos Palamós Gent Gran y Palafrugell Gent Gran han recibido la acreditación AMED. Dicha acreditación forma parte de un programa que promueve la dieta mediterránea y que está liderado por la Agencia de Salud Pública de Cataluña. Además, el servicio de restauración del Hospital también recibió reconocimiento en el 2011 como establecimiento promotor de la dieta Mediterránea.

### Acreditación de Unidad Docente
La entidad ofrece una formación de calidad al lado de equipos de trabajo formados por buenos profesionales, con buena capacidad y experiencia docente:
- Acreditación para la Unidad Docente Multi-profesional de Medicina Familiar y Comunitaria.
  - Acreditación para la Unidad Docente de Enfermería Familiar y Comunitaria.
- Acreditación para la Unidad Docente Multi-profesional de Obstetricia y Ginecología.
  - Acreditación para la Unidad Docente de Enfermería Obstétrico-ginecológica de Cataluña
- Acreditación para la Unidad Docente de Medicina Interna.

## Historia
Para conocer los orígenes de este hospital, nos debemos remontar al 31 de mayo de 1768, fecha de la abertura de un testamento. Se tiene constancia de la existencia de un hospital de pobres anterior, pero el hilo que nos conduce hasta el hospital actual surge del legado de Miquel Costa, un religioso de Palamós que fue ordenado presbítero de Cuzco (Perú). En la catedral de esta ciudad ejerció de sacristán, hasta su vuelta al Ampurdán por motivos de salud. Hasta su muerte, en el año 1768, fue rector de San Genís en Torroella de Montgrí. Años antes, pero, había instituido en su testamento la fundación de un hospital. También dispuso que se construyera una capilla dedicada a la Madre de Dios del Carmen (la única parte que se conserva).
En el año 1938, en plena Guerra Civil, Palamós es bombardeado y una explosión provoca grandes daños en el edificio y lo deja inhabitable. Los enfermos y las religiosas se trasladan a Palafrugell. Acabada la guerra, se habilita como hospital una casa alquilada.
En el año 1941, el Ayuntamiento de Palamós pide al Estado una compensación por los daños de los bombardeos y, finalmente, Palamós se incorpora al ámbito de actuación de la Dirección General de Regiones Devastadas. Entre los años 1946 y 1948, en terrenos adquiridos por el municipio, se construye un nuevo edificio, que es entregado en el año 1950 y entra en funcionamiento en el año 1952.
En los años 70 se llevan a cabo las obras de ampliación, que crean conflictos de propiedad entre el Patronato y el Ayuntamiento. En el año 1972 este último recibe, oficialmente, por parte del Estado, la propiedad del Edificio. Mientras tanto, el Patronato emprende las obras de una segunda planta y la reestructuración del resto.
El año 1981 marca el origen de un proceso de transformación. Coinciden como factores desencadenantes la imagen únicamente de asilo que presentaba el hospital y el déficit de asistencia de la Seguridad Social en la comarca. Surge, pues, un debate público en el cual participa de forma decisiva el equipo médico del centro, que reclama el paso del hospital a centro de agudos, con el establecimiento de un concierto con el sistema público.
Dos años más tarde, se lleva a cabo el despliegue del Mapa Sanitario de Cataluña, el cual especifica claramente que a esta comarca le corresponde un hospital de uso público. Ese mismo año, el Ayuntamiento apoya el proyecto del nuevo hospital, cede los terrenos y los re-califica. También en ese año se aprueban los nuevos estatutos de la Fundación, con un nuevo objetivo: prestar servicios sanitarios y sociales a la comarca del Bajo Ampurdán.
En el año 1994 se constituye el Consorcio Sanitario del Bajo Ampurdán (CABE), que es una entidad pública formada por el Hospital de Palamós y el Consejo Comarcal del Bajo Ampurdán, que gestiona la Atención Primaria reformada de la Comarca (excepto, como ya se ha mencionado antes, el Área Básica de Salud de Sant Feliu de Guíxols).
Año 2001: constitución de la agrupación de interés económico formada por el Hospital de Palamós y el CABE, llamada "Servicios de Salud Integrados Bajo Ampurdán" (SSIBE), con el objetivo de adaptarse a las necesidades cambiantes del entorno. Por este motivo, en el mes de mayo se unficaron a nivel de toda la entidad las tres líneas asistenciales existentes (Atención Primaria de Salud, Atención Socio-sanitaria y Atención especializada), la gestión operativa, y los sistemas de información y de evaluación, entre otros. El objetivo de la unificación era avanzar hacia el futuro mediante un sistema integrado de gestión.
Año 2005: se pone en marcha el centro socio-sanitario Palamós Gent Gran, que consta de: unidad de larga estancia, unidad de media estancia polivalente (incluye cuidados paliativos), unidad de residencia asistida, centro de día y hospital de día.
Año 2008: los oftalmólogos Bashir el-Hayek y Joan Castellví llevan a cabo el primer trasplante de córnea de la historia del centro.

## Cartera de servicios
- Recursos de hospitalización:
  - 112 camas de hospitalización convencional.
  - 2 incubadoras.
- Recursos de actividad ambulatoria:
  - 41 salas de consulta.
  - 1 sala de endoscopias.
  - 17 plazas en la Unidad de Cirugía Sin Ingreso.
  - 11 plazas de Hospital de Día Médico.
- Recursos de urgencias:
  - Guardias en presencia física: anestesia, ginecología y obstetrícia, Medicina Interna y Pediatría.
  - Guardias localizables: Unidad de Medicina Hiperbarica, Cirugía General, Cirugía Ortopédica y Traumatología, Urología...
  - 22 Boxes convencionales.
  - 1 Box de críticos.
  - 5 Plazas de observación.
- Recursos del Área Quirúrgica:
  - 5 Quirófanos de Cirugía Mayor.
  - 1 Quirófano de Cirugía Menor.
  - 4 Salas de Partos.
  - 8 Plazas de reanimación post-quirúrgica.
- Recursos de Diagnóstico por la Imagen:
  - Radiología convencional y intervencionista.
  - Mamografía.
  - Ecografía.
  - TAC.
  - Resonancia Magnética.
  - Densiometría ósea.
- Otros recursos:
  - Unidad de Medicina Hiperbárica.
  - Unidad de Nefrología y Diálisis.
- Servicios:
  - Anestesiología.
  - Atención Socio-sanitaria.
  - Cardiología.
  - Cirugía General.
  - Cirugía Plástica y Reparadora.
  - Cirugía Ortopédica y Traumatología.
  - Dermatología.
  - Digestología.
  - Endocrinología.
  - Farmacia.
  - Ginecología y Obstetrícia.
  - Hematología.
  - Laboratorio.
  - Medicina Interna.
  - Nefrología.
  - Neurología.
  - Oftalmología.
  - Oncología.
  - Otorrinolaringología.
  - Pediatría.
  - Pneumología.
  - Radiología.
  - Rehabilitación.
  - Servicio de Rendimiento y Medicina Deportiva.
  - Urgencias.
  - Urología.[12]